# Comunas de Chile
Las comunas son la división administrativa menor y básica de Chile y poseen un territorio específico. Corresponde a lo que en otros países se conoce como municipio. Son una entidad subnacional de carácter local. Un conjunto de comunas conforman una provincia y un conjunto de provincias conforman una región.
La comuna puede ser de carácter urbano, rural o combinar ambas. En el territorio de una comuna, puede haber más de un centro urbano sea este: ciudad (más de 5000 habitantes), pueblo (entre 2001 y 5000 habitantes, o de 1000 a 2001 si el 50 % de la población se dedica a las actividades económicas secundarias o terciarias), u otra localidad o forma de asentamiento humano; así mismo un centro urbano puede estar dividido en varias comunas, como ocurre en la Región Metropolitana de Santiago. Otro aspecto a considerar es que las comunas no tienen capitales, sino que centros urbanos de importancia. 
Para facilitar el censo de la población, el Instituto Nacional de Estadísticas divide a las comunas en distritos censales.
A 2025, existen 346 comunas y 345 municipalidades que se agrupan en 56 provincias.
Cabe señalar que la comuna constituye solo una división para efectos de la administración local, pues en Chile el gobierno interior del Estado únicamente se extiende al nivel de regiones y provincias.

## Administración
El gobierno local de cada comuna o agrupación de comunas reside en una municipalidad, que es administrada y gestionada por un grupo de concejales y su Alcalde electo, por cada período de cuatro años. Una comuna es administrada por una municipalidad a excepción de la municipalidad de Cabo de Hornos, que administra también la comuna de Antártica.
Las municipalidades representan la descentralización del poder central. Tienen diversas tareas a su cargo, desde el aseo comunal y los programas de desarrollo social hasta los servicios básicos de salud para sus habitantes. Son asesoradas por un Consejo Comunal de Organizaciones de la Sociedad Civil (COSOC), integrado por representantes de las representaciones de organizaciones territoriales de la comuna, de las organizaciones comunitarias de carácter funcional, de organizaciones de interés público, de las asociaciones y comunidades indígenas, de las asociaciones gremiales, organizaciones sindicales y de actividades relevantes para el desarrollo económico, social y cultural de la comuna.
La Subsecretaría de Desarrollo Regional y Administrativo es la subsecretaría de estado dependiente del Ministerio del Interior y Seguridad Pública encargada del proceso de descentralización a nivel gubernamental.

## Distribución
| CUT | Regiones                                            | Provincias | Comunas |
| --- | --------------------------------------------------- | ---------- | ------- |
| 15  | Región de Arica y Parinacota                        | 2          | 4       |
| 01  | Región de Tarapacá                                  | 2          | 7       |
| 02  | Región de Antofagasta                               | 3          | 9       |
| 03  | Región de Atacama                                   | 3          | 9       |
| 04  | Región de Coquimbo                                  | 3          | 15      |
| 05  | Región de Valparaíso                                | 8          | 38      |
| 13  | Región Metropolitana de Santiago                    | 6          | 52      |
| 06  | Región del Libertador General Bernardo O'Higgins    | 3          | 33      |
| 07  | Región del Maule                                    | 4          | 30      |
| 16  | Región de Ñuble                                     | 3          | 21      |
| 08  | Región del Biobío                                   | 3          | 33      |
| 09  | Región de La Araucanía                              | 2          | 32      |
| 14  | Región de Los Ríos                                  | 2          | 12      |
| 10  | Región de Los Lagos                                 | 4          | 30      |
| 11  | Región de Aysén del General Carlos Ibáñez del Campo | 4          | 10      |
| 12  | Región de Magallanes y de la Antártica Chilena      | 4          | 11      |
|     | Total                                               | 56         | 346     |